# Akrostikon
Et akrostikon er et digt, hvor de forreste eller sidste bogstaver i hver linje, eller i tilfælde af at det er en bog, hver side, danner ét, flere ord eller anden sammenhæng. James May fra bilprogrammet Top Gear er kendt for at lave et akrostikon via startordene på hver side i bilmagasinet Autocar.
Adam Oehlenschläger skrev et akrostikon som en sonet til den senere dronning Caroline Amalie på hendes 33 års fødselsdag den 28. juni 1829.
| Citat | Camoenen kommer i din Skov, Fyrstinde! At see den Fest, hvortil din Høitid byder. Rubinen liig, din Morgensol frembryder, Og Rosen vugger sig i Vestenvinde. Langt mere skiøn end Rosen dog vi finde, Indtagende! din Ynde, dine Dyder. Naar med et venligt Smiil du Folket fryder, Er Himlen blaa, og Skyerne forsvinde. Alt ofte led paa dine Fødselsdage Min svage Sang – o, lad mig atter qvæde, Amalia! du Christians, Folkets Glæde! Lad en Sonet, en Blomst, dig ei mishage, Indsluttet af dit Navn. Dit Navn den smykke! Alfader skienke dig sin bedste Lykke! | Citat |
|       | |       |